# Alvarado (cantão)
Alvarado é um cantão da Costa Rica, situado na província de Cartago, entre Jiménez e Paraíso ao sul, Turrialba ao nordeste, e Oreamuno ao noroeste. Sua capital é a cidade de Pacayas. Possui uma área de 81,06 km² e sua população está estimada em 14.312 habitantes.

## Divisão política
Atualmente, o cantão de Alvarado possui 3 distritos:
|   | Nome do Distrito | Área (km²) | População | Densidade |
| - | ---------------- | ---------- | --------- | --------- |
| 1 | Pacayas          | 28.77      | 5386      | 187       |
| 2 | Cervantes        | 15.40      | 4709      | 306       |
| 3 | Capellades       | 36.89      | 2195      | 60        |